# Бартники (Жирардовський повіт)
Бартники (пол. Bartniki) — село в Польщі, у гміні Пуща-Марянська Жирардовського повіту Мазовецького воєводства.
Населення — 1056 осіб (2011).
У 1975-1998 роках село належало до Скерневицького воєводства.

## Демографія
Демографічна структура станом на 31 березня 2011 року:
|          | Загалом | Допрацездатний вік | Працездатний вік | Постпрацездатний вік |
| -------- | ------- | ------------------ | ---------------- | -------------------- |
| Чоловіки | 483     | 100                | 342              | 41                   |
| Жінки    | 573     | 124                | 338              | 111                  |
| Разом    | 1056    | 224                | 680              | 152                  |